# 住友制药

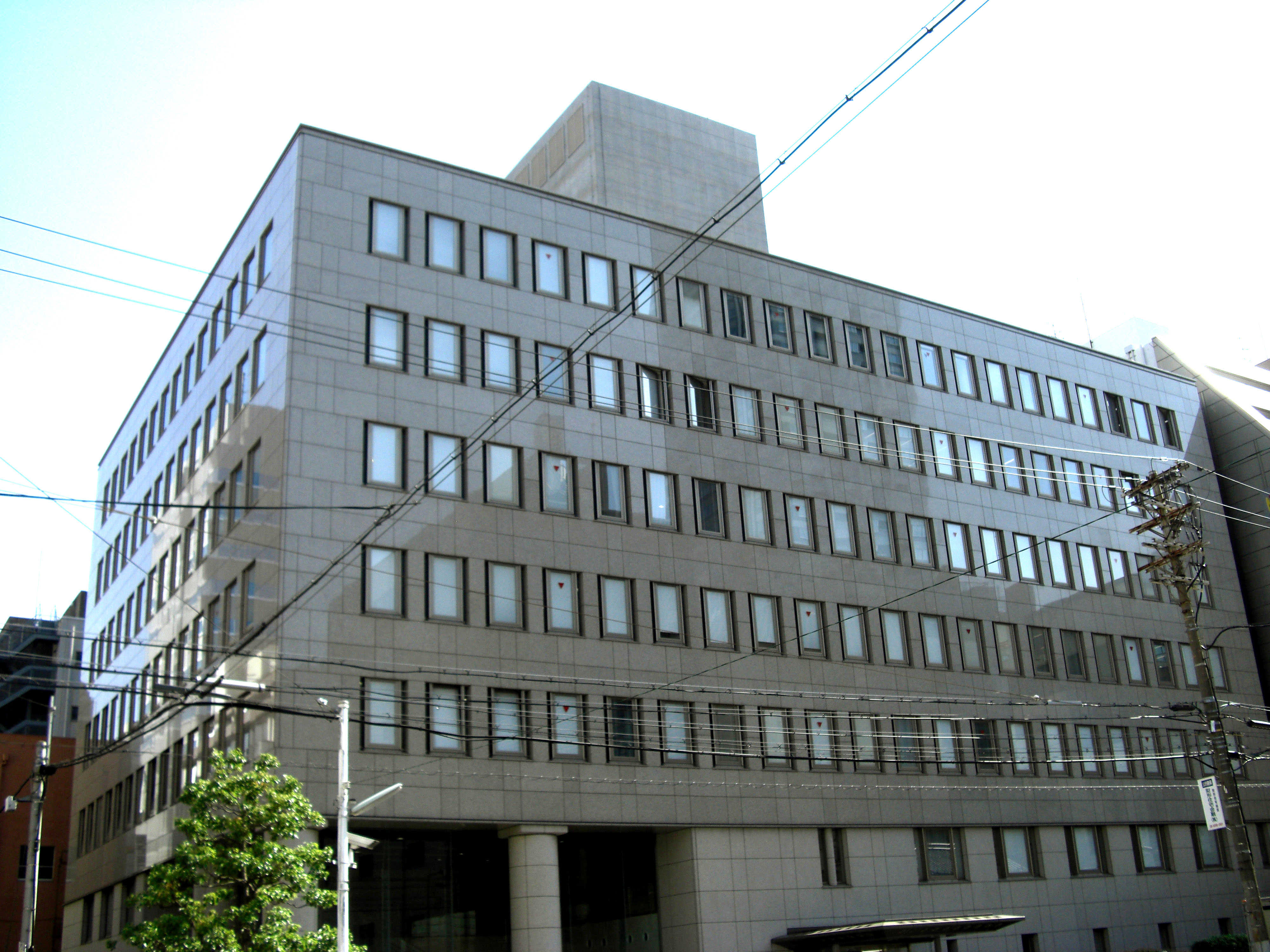
位於大阪府大阪市中央区大日本住友製藥總部。

住友制药株式会社（日語：住友ファーマ株式会社）是日本一家制药公司。其為住友化學所屬公司。

## 歷史
其前身最早可追溯至1897年（明治30年）5月14日由大阪道修町的21位醫藥界人士設立的大阪製藥株式會社，其後更名為大日本製藥株式會社。1963年在海外成立第一間分公司，其地點於台灣台北。
再者，住友製藥株式會社為1984年（昭和59年）2月6日設立，是住友化學工業株式會社（現住友化學株式會社）旗下的部門。
住友製藥株式會社和日本製藥株式會社在2004年11月25日宣布，兩家公司将於2005年10月1日起正式合併，創建的新公司将由住友化學以50.1%的方式控股，合併之後將成为日本排名第六大的製藥企業。
2009年9月4日将以26億美元（约2400億日圓）的價格收購美国制药公司Sepracor，加速自身在美國的事業版圖。並計劃在2011年在美國市場推出治療精神分裂症的藥物─Lurasidone。
2011年4月11日和美國波士頓生物技術公司簽署了一份產品期權協議，共同合作研發BBI608癌細胞幹特性抑制劑。
2022年更名为住友制药株式会社。

## 主要商品
- 主要医用药品
  - 厄贝沙坦：高血壓治療劑
  - 布南色林：統合失調症治療剤
  - プロレナール：末梢循環改善剤
  - 氨氯地平：高血壓症・狹心症治療薬
  - 莫沙必利（加斯清）：消化機能改善劑
  - メロペン：Carbapenem抗生物質製剤
  - アムビゾーム：真菌症治療剤
  - 美罗培南：抗生素
  - トレリーフ（2009年3月發表）：帕金森病治療剤
  - ミリプラ（2010年1月發表）：肝癌治療剤
  - メトグルコ（2010年5月發表）：経口血糖降低剤

## 主要事業所
- 總公司
- 北濱辦事處
- 東京分公司
- 大阪綜合中心
- 東京辦事處
- 池田辦事處
- 綜合研究所
- 大阪研究所
- 鈴鹿工廠
- 茨木工廠
- 愛媛工廠
- 大分工廠
- 分公司：全國22個地區
- 海外：
  -  中国蘇州
  -  中華民國臺北

## 相關連結
- 住友化學
- 日本企業一覽表(醫藥品)（日语：日本の企業一覧 (医薬品)）